# Croatie aux Jeux olympiques d'été de 2016
La Croatie participe aux Jeux olympiques d'été de 2016 à Rio de Janeiro au Brésil du 5 août au 21 août. Il s'agit de sa 7e participation à des Jeux d'été.

## Athlétisme

### Homme

#### Concours
| Athlètes         | Compétitions     | Série    | Série | Finale   | Finale  |
| Athlètes         | Compétitions     | Résultat | Rang  | Résultat | Rang    |
| ---------------- | ---------------- | -------- | ----- | -------- | ------- |
| Ivan Horvat      | Saut à la perche | 5,30 m   | 27e   | Éliminé  | Éliminé |
| Stipe Žunić      | Lancer du poids  | 20,52 m  | 8e    | 20,04 m  | 11e     |
| Filip Mihaljević | Lancer du poids  | 19,69 m  | 21e   | Éliminé  | Éliminé |

### Femme

#### Course
| Athlètes         | Compétitions     | Série   | Série | Demi-finales | Demi-finales | Finale          | Finale   |
| Athlètes         | Compétitions     | Temps   | Rang  | Temps        | Rang         | Temps           | Rang     |
| ---------------- | ---------------- | ------- | ----- | ------------ | ------------ | --------------- | -------- |
| Matea Matosevic  | Marathon         | NC      | NC    | NC           | NC           | 2 h 50 min 00 s | 103e     |
| Marija Vrasic    | Marathon         | NC      | NC    | NC           | NC           | 2 h 59 min 24 s | 119e     |
| Andrea Ivančević | 100 mètres haies | 12 s 90 | 4e    | 12 s 93      | 6e           | Éliminée        | Éliminée |

#### Concours
| Athlètes      | Compétition     | Série    | Série | Finale   | Finale             |
| Athlètes      | Compétition     | Résultat | Rang  | Résultat | Rang               |
| ------------- | --------------- | -------- | ----- | -------- | ------------------ |
| Blanka Vlašić | Saut en hauteur | 1,94 m   | 1er   | 1,97 m   | Médaille de bronze |

## Aviron
Légende: FA = finale A (médaille) ; FB = finale B (pas de médaille) ; FC = finale C (pas de médaille) ; FD = finale D (pas de médaille) ; FE = finale E (pas de médaille) ; FF = finale F (pas de médaille) ; SA/B = demi-finales A/B ; SC/D = demi-finales C/D ; SE/F = demi-finales E/F ; QF = quarts de finale; R= repêchage
| Athlète                         | Compétition           | Séries        | Séries | Repêchage | Repêchage | Quarts de finale | Quarts de finale | Demi-finales  | Demi-finales | Finale        | Finale                             |
| Athlète                         | Compétition           | Temps         | Rang   | Temps     | Rang      | Temps            | Rang             | Temps         | Rang         | Temps         | Rang                               |
| ------------------------------- | --------------------- | ------------- | ------ | --------- | --------- | ---------------- | ---------------- | ------------- | ------------ | ------------- | ---------------------------------- |
| Damir Martin                    | Skiff hommes          | 7 min 23 s 08 | 2 QF   | exempt    | exempt    | 6 min 44 s 44    | 1 SA/B           | 6 min 59 s 43 | 2 FA         | 6 min 41 s 34 | Médaille d'argent, Jeux olympiques |
| Martin Sinković Valent Sinković | Deux de couple hommes | 6 min 30 s 09 | 1 SA/B | exempt    | exempt    | NC               | NC               | 6 min 12 s 27 | 1 FA         | 6 min 50 s 28 | Médaille d'or, Jeux olympiques     |

## Basket-ball

### Tournoi masculin
L'équipe de Croatie de basket-ball gagne sa place pour les Jeux en remportant le tournoi préolympique de basket-ball masculin 2016 de Turin.

## Cyclisme

### Cyclisme sur route
| Athlète           | Compétition            | Temps           | Rang |
| ----------------- | ---------------------- | --------------- | ---- |
| Kristijan Durasek | Course en ligne hommes | 6 h 13 min 36 s | 18e  |

## Handball
| Sélectionneur            | Sélectionneur   | Željko Babić             | Željko Babić | Željko Babić           |
| N°                       | Nom             | Date de naissance et âge | Sél. (buts)  | Club                   |
| Gardiens de but          |                 |                          |              |                        |
| 1                        | Ivan Stevanović | 18 mai 1982              | 15 (0)       | RK Zagreb              |
| 12                       | Ivan Pešić      | 17 mars 1989             | 22 (0)       | HC Meshkov Brest       |
| Ailiers                  |                 |                          |              |                        |
| 26                       | Manuel Štrlek   | 1er décembre 1988        | 82 (259)     | KS Kielce              |
| 13                       | Zlatko Horvat   | 25 septembre 1984        | 98 (246)     | RK Zagreb              |
| 27                       | Ivan Čupić      | 27 mars 1986             | 97 (378)     | KS Kielce              |
| Arrières et Demi-centres |                 |                          |              |                        |
| 7                        | Luka Stepančić  | 20 novembre 1990         | 16 (26)      | Paris Saint-Germain    |
| 8                        | Marko Kopljar   | 12 février 1986          | 124 (254)    | Veszprém KSE           |
| 10                       | Jakov Gojun     | 18 avril 1986            | 125(71)      | Füchse Berlin          |
| 5                        | Domagoj Duvnjak | 1er juin 1988            | 153 (497)    | THW Kiel               |
| 32                       | Ivan Slišković  | 23 octobre 1991          | 37 (87)      | Veszprém KSE           |
| 18                       | Igor Karačić    | 2 novembre 1988          | 27 (71)      | RK Vardar Skopje       |
| 30                       | Marko Mamić     | 6 mars 1994              | 4 (3)        | Dunkerque HBGL         |
| 32                       | Luka Cindrić    | 5 juillet 1993           | 7 (18)       | RK Vardar Skopje       |
| Pivot                    |                 |                          |              |                        |
| 21                       | Krešimir Kozina | 25 juin 1990             | 2 (0)        | SG Flensburg-Handewitt |
| 34                       | Ilija Brozović  | 26 mai 1991              | 15 (12)      | THW Kiel               |

## Natation

### Natation sportive
| Athlète         | Épreuve       | Séries        | Séries | Demi-finales | Demi-finales | Finale   | Finale   |
| Athlète         | Épreuve       | Temps         | Rang   | Temps        | Rang         | Temps    | Rang     |
| --------------- | ------------- | ------------- | ------ | ------------ | ------------ | -------- | -------- |
| Matea Samardzic | 400 m 4 nages | 4 min 39 s 41 | 17e    | NC           | NC           | Éliminée | Éliminée |

## Water-polo

### Tournoi masculin
L'équipe de Croatie de water-polo masculin se qualifie pour les Jeux en terminant deuxième du tournoi de water-polo aux Championnats du monde de natation 2015.